# Gymnoscelis spodias
Gymnoscelis spodias là một loài bướm đêm trong họ Geometridae.